# Clytellus canaliculatus
Clytellus canaliculatus là một loài bọ cánh cứng trong họ Cerambycidae.